# Passiflora platyloba
Passiflora platyloba är en passionsblomsväxtart som beskrevs av Ellsworth Paine Killip. Passiflora platyloba ingår i släktet passionsblommor, och familjen passionsblomsväxter. Utöver nominatformen finns också underarten P. p. pubescens.